# Ван Праг, Михаэл
Михаэл ван Праг (нидерл. Michael van Praag, 28 сентября 1947, Амстердам) — нидерландский футбольный функционер, президент «Аякса» (1989—2003), президент Футбольной федерации Нидерландов (с 2008 года) и вице-президент УЕФА (с 2015 года).

## Биография
Родился 28 сентября 1947 года в семье Япа ван Прага, который был футбольным функционером и президентом «Аякса» с 1964 по 1978 год. После шестнадцати лет работы в качестве футбольного арбитра Михаэл стал членом судейского комитета, а также вошёл в следственную комиссию амстердамского отделения футбольной федерации Нидерландов.
В 1989 году стал президентом «Аякса». Период, во время которого ван Прааг был руководителем клуба, стал одним из самых успешных в истории амстердамцев, уступая только периоду президентства его отца. Аякс с Михаэлем выиграл Кубок УЕФА в 1992 году, а также Лигу чемпионов УЕФА и Межконтинентальный кубок в 1995 году. Кроме того клуб шесть раз становился чемпионом Нидерландов (1989/90, 1993/94, 1994/95, 1995/96, 1997/98, 2001/02), а также по четыре раза обладателем национального кубка (1992/93, 1997/98, 1998/99, 2001/02) и суперкубка (1993, 1994, 1995, 2002).
После того, как ван Праг покинул «Аякс», компания Eredivisie CV предложила ему возглавить совет директоров высшей лиги Нидерландов (высший дивизион). Он занимал эту должность с 2003 по 2008 год. Одновременно с этим ван Пааг входил в наблюдательный совет при президенте Футбольной федерации Нидерландов. Также он был членом правления фонда «Больше, чем футбол» (нидерл. Stichting Meer dan Voetbal), созданного профессиональными футбольными организациями для решения социальных проблем.
27 августа 2008 года Михаэл был избран новым председателем Футбольной федерации Нидерландов. Под его руководством национальная сборная становилась серебряным (2010) и бронзовым (2014) призером чемпионатов мира, а сборная до 17 лет дважды подряд (2010 и 2011 года) выиграла юношеский чемпионат Европы.
С 1998 года Михаэл ван Праг ведёт активную деятельность под эгидой УЕФА. В начале 2000-х ван Праг на протяжении двух лет входил в Комитет по клубным соревнованиям, а затем три года возглавлял Комитет по стадионам и безопасности, в связи с чем нередко выполнял обязанности делегата УЕФА во время матчей.
После избрания в Исполнительный комитет УЕФА в 2009 году он также был председателем Комитета по клубным соревнованиям и вице-председателем Комитета проекта HatTrick. В январе 2013 года ван Праг стал членом правления компании TEAM Marketing от УЕФА. Он также руководит Европейской оперативной группой УЕФА, представляя эту организацию в Брюсселе.
В 2015 году Михаэль ван Праг был назначен вице-президентом УЕФА.